# Rolls-Royce Ghost
Rolls-Royce Ghost — седан люкс-класу, що серійно виробляється британською фірмою Rolls-Royce Motor Cars (дочірня компанія BMW AG) з 2009 року. Шильдик "Ghost", названий на честь Rolls-Royce Silver Ghost, автомобіля, вперше випущеного в 1906 році.

## Перше покоління (2009-2020)

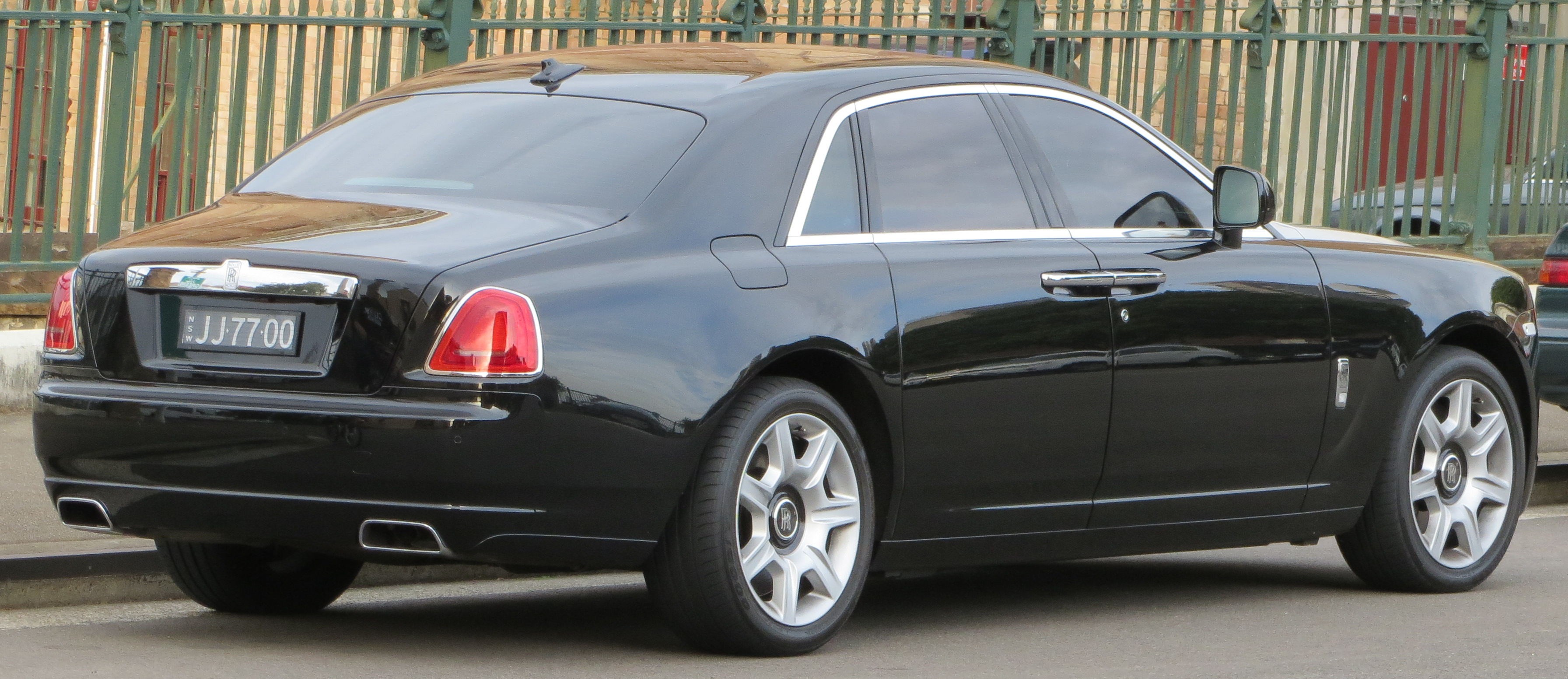
Rolls-Royce Ghost, вид ззаду (2009-2014)

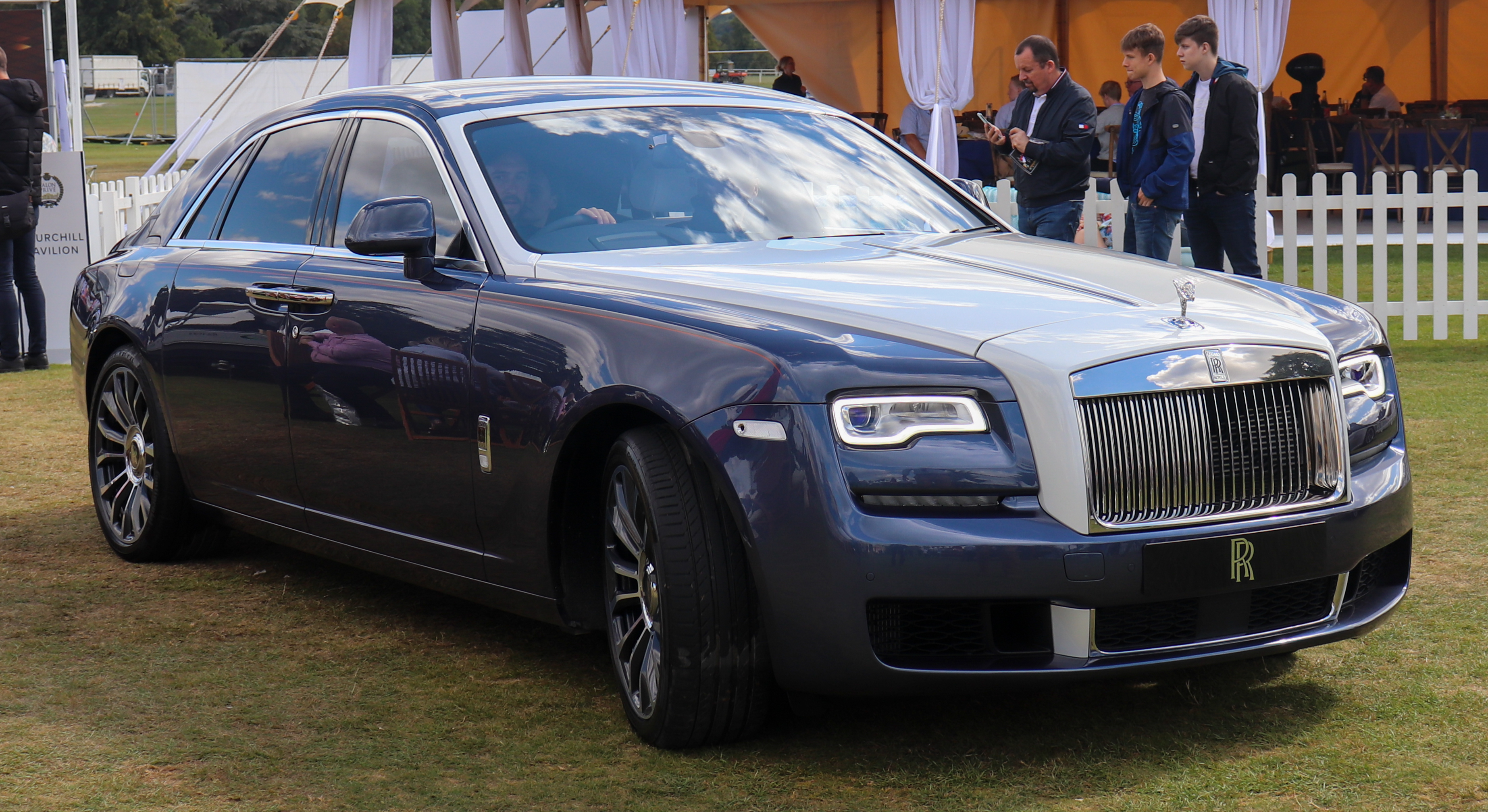
Rolls-Royce Ghost II (з 2014)

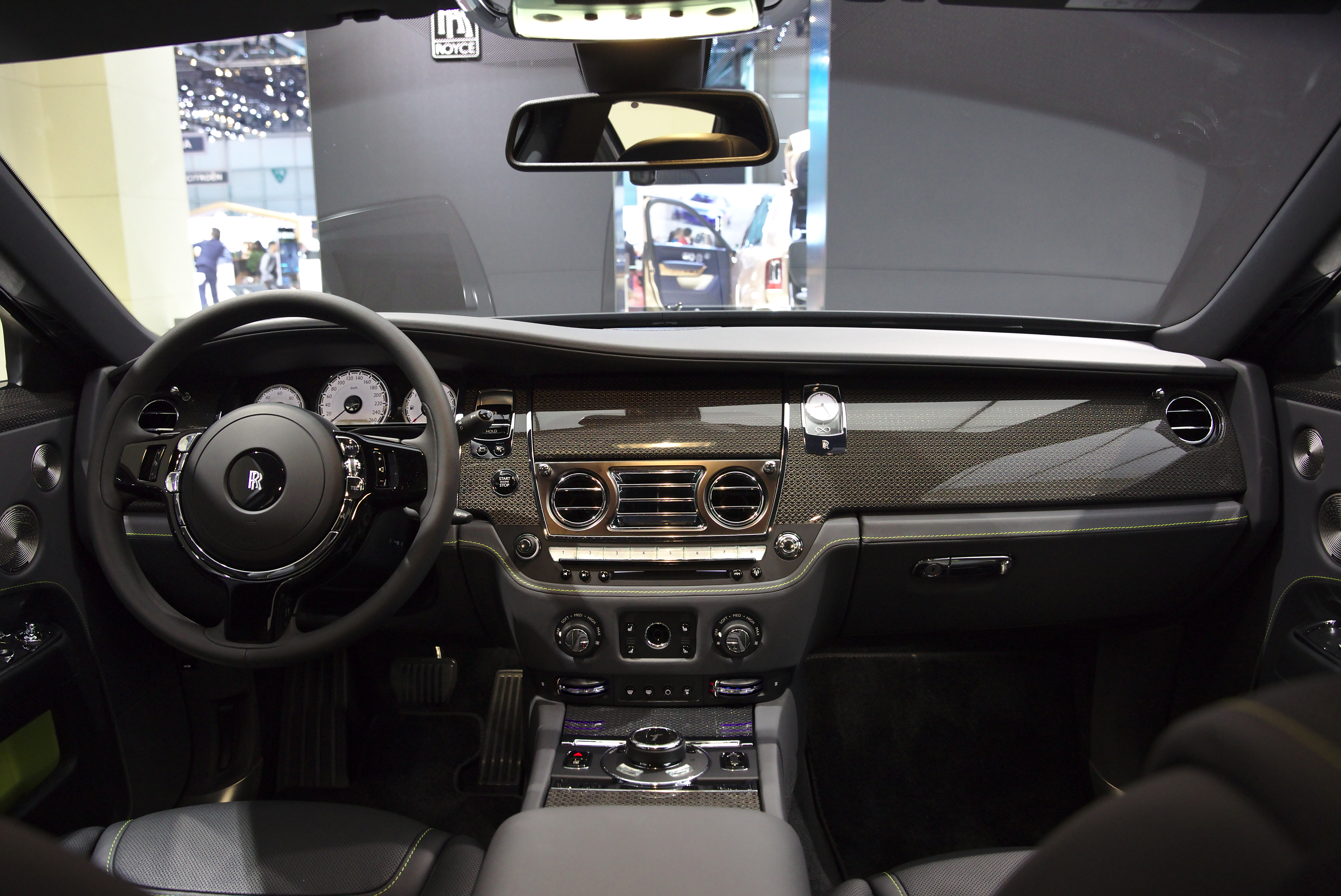

Вперше був представлений в на Шанхайському та Франкфуртському автосалонах 2009 року. На стадії концепту називався 200EX.
Rolls-Royce Ghost побудований на задньоприводній платформі BMW F01 і за розмірами є найменшою (довжина 5,40 м) моделлю серед сучасних люксус-лимузинів Роллс-Ройса та «найдешевшою», зі стартовою ціною базової модифікації в €250.000.
Вага пустого автомобіля становить 2,5 тонни, бензиновий V12 двигун об'ємом 6,6 л має потужність 570 к.с., що робить його найпотужнішим автомобілем зі всіх моделей, які коли-небудь випускалися компанією Rolls-Royce Motor Cars.  Двигун працює в парі з 8-ст. АКПП  ZF 8HP90. Крім звичайної існує ще подовжена версія EWB.
В березні 2014 року представлена версія V-Specification з двигуном 6,6 л V12 потужністю 600 к.с. Тоді ж всі моделі Ghost оновили, їх можна відрізнити по нових фарах головного світла.
В березні 2014 року представлена версія з двигуном 6,6 л V12 потужністю 612 к.с. Її можна відрізнити по нових фарах головного світла.
У 2016 році з'явився седан Ghost Black Badge з глянцево-чорною статуеткою «Дух екстазу», найглибшим чорним відтінком на кузові, двигуном 6.6 л V12 (612 к.с., 840 Нм) і перенастроєною АКПП. Розгін до сотні був поліпшений на 0,1 с (до 4,8).

### Двигуни
- 6,6 л BMW N74B66 twin-turbo V12 570 к.с. 780 Нм
- 6,6 л BMW N74B66 twin-turbo V12 600 к.с. 780 Нм (V-Specification)
- 6,6 л BMW N74B66 twin-turbo V12 612 к.с. 840 Нм (Black Badge)

## Друге покоління (з 2020)

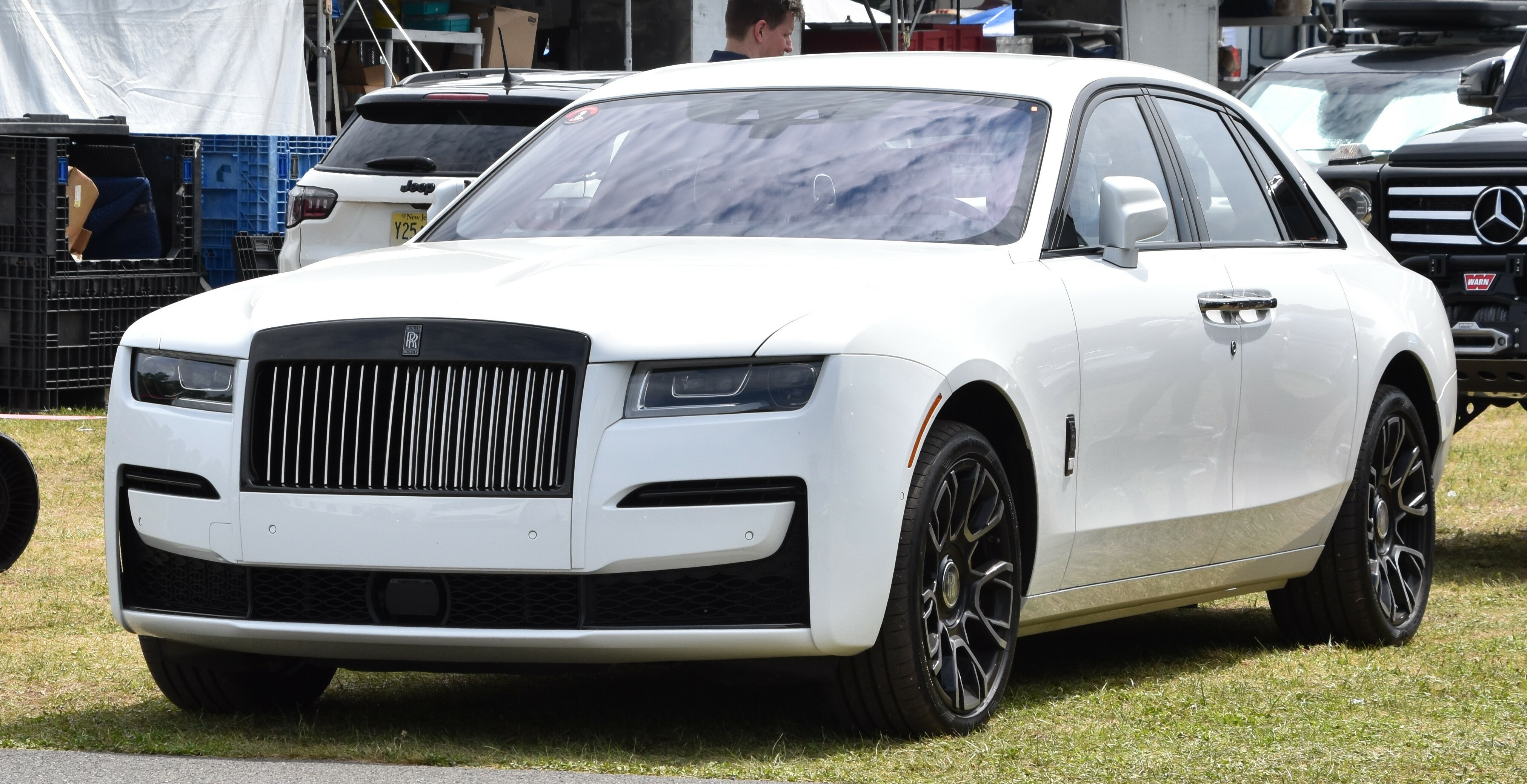
Rolls-Royce Ghost V12 4X4 Automatic

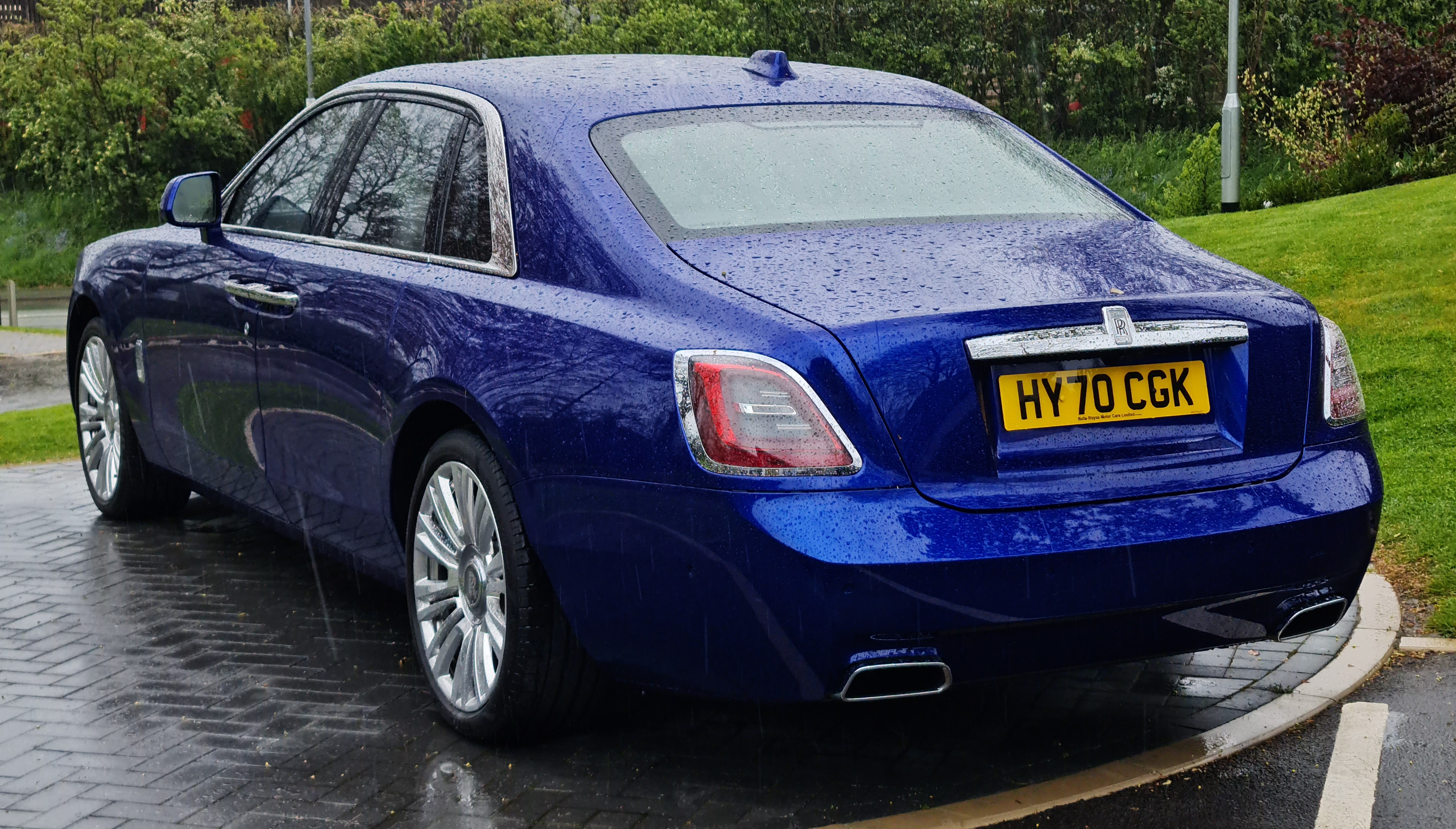
Rolls-Royce Ghost V12 4X4 Automatic

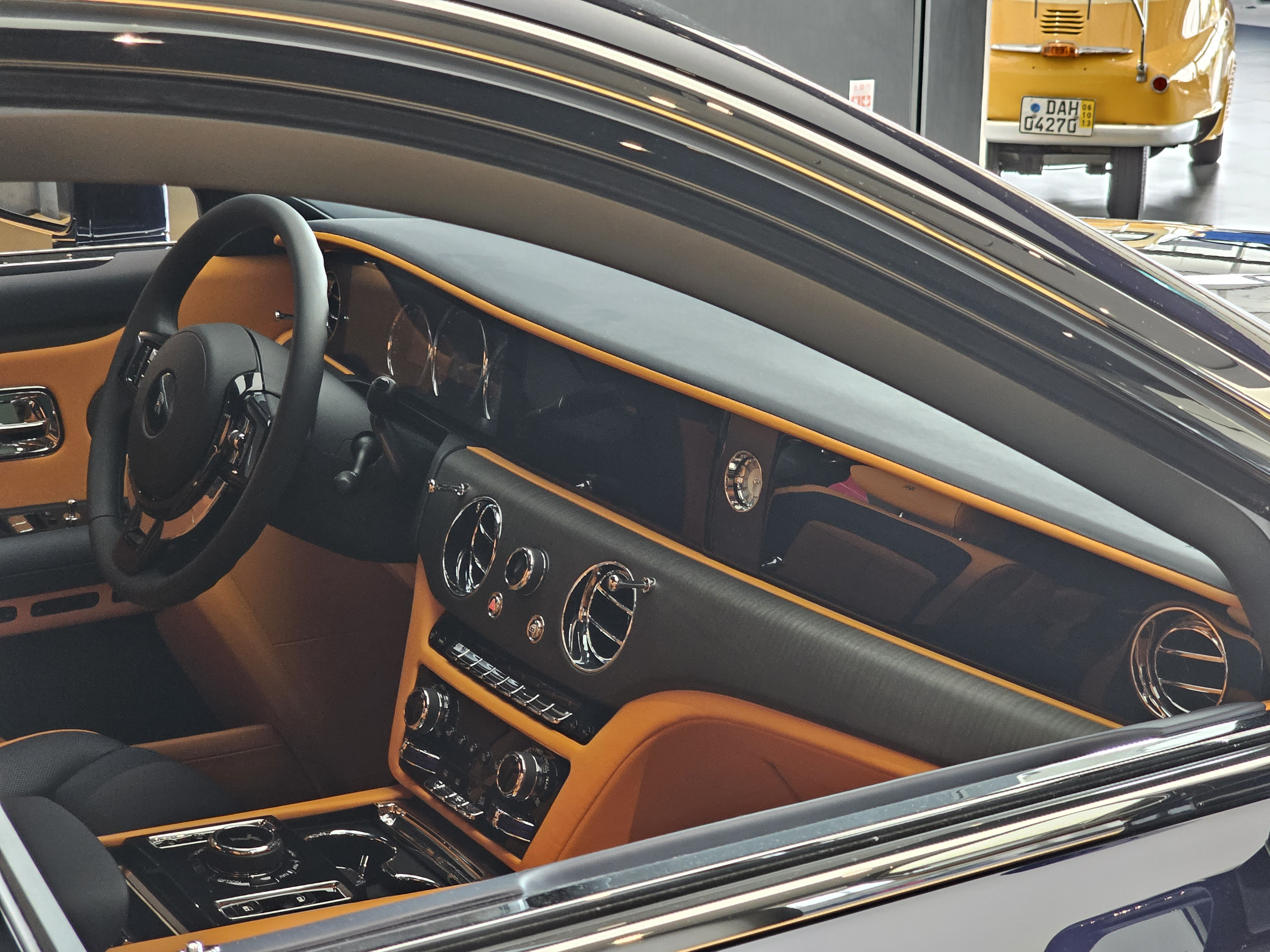

1 вересня 2020 року дебютувало друге покоління седана Rolls-Royce Ghost, що отримало свою інтерпретацію алюмінієвої платформи Architecture of Luxury, відомої по седану Phantom і кросоверу Cullinan. У шасі з'явилася система Planar, що забезпечує плавний хід. Вона складається з особливого демпфера з верхнім поперечним важелем, розміщеного над передньою підвіскою, комплексу Flagbearer (назва відсилає до людини, який на зорі автомобілізації в Британії зобов'язаний був йти з червоним прапором попереду машини, попереджаючи про її появу) і Satellite Aided Transmission. Остання вміє завчасно підбирати передачі, орієнтуючись на показання супутникової навігації.
Автомобіль отримав в агрегат 6.75 л V12 з подвійним наддувом, як на останньому Фантомі. Потужність становить 571 к.с. і 850 Нм, причому максимальний момент доступний з 1600 об/хв. Розгін до сотні займає 4,8 с, максимальна швидкість обмежена 250 км/год. Двигун розташований хоча і спереду, але позаду передньої осі, так що конструкторам вдалося добитися ідеального розподілу статичного ваги 50:50. В парі з двигуном працює 8-ст. АКПП ZF 8HP90 та повним приводом.
В другому поколінні вартість Rolls-Royce Ghost в базовій комплектації складає від $332 500 Крім того, на базі седану другого покоління створено лімузин Rolls-Royce Ghost Extended, довжина кузову якого складає 5 716 мм, що на 170 мм більше, ніж у батьківської моделі.

### Двигуни
- 6,75 л N74B68 twin-turbo V12 571 к.с. 850 Нм
- 6,75 л BMW N74B68 twin-turbo V12 600 к.с. 900 Нм (Black Badge)